# 筑波実験植物園
国立科学博物館 筑波実験植物園（こくりつかがくはくぶつかん つくばじっけんしょくぶつえん）は、茨城県つくば市天久保にある植物の研究機関である。通称、つくば植物園。敷地面積は14ha。

## 概要

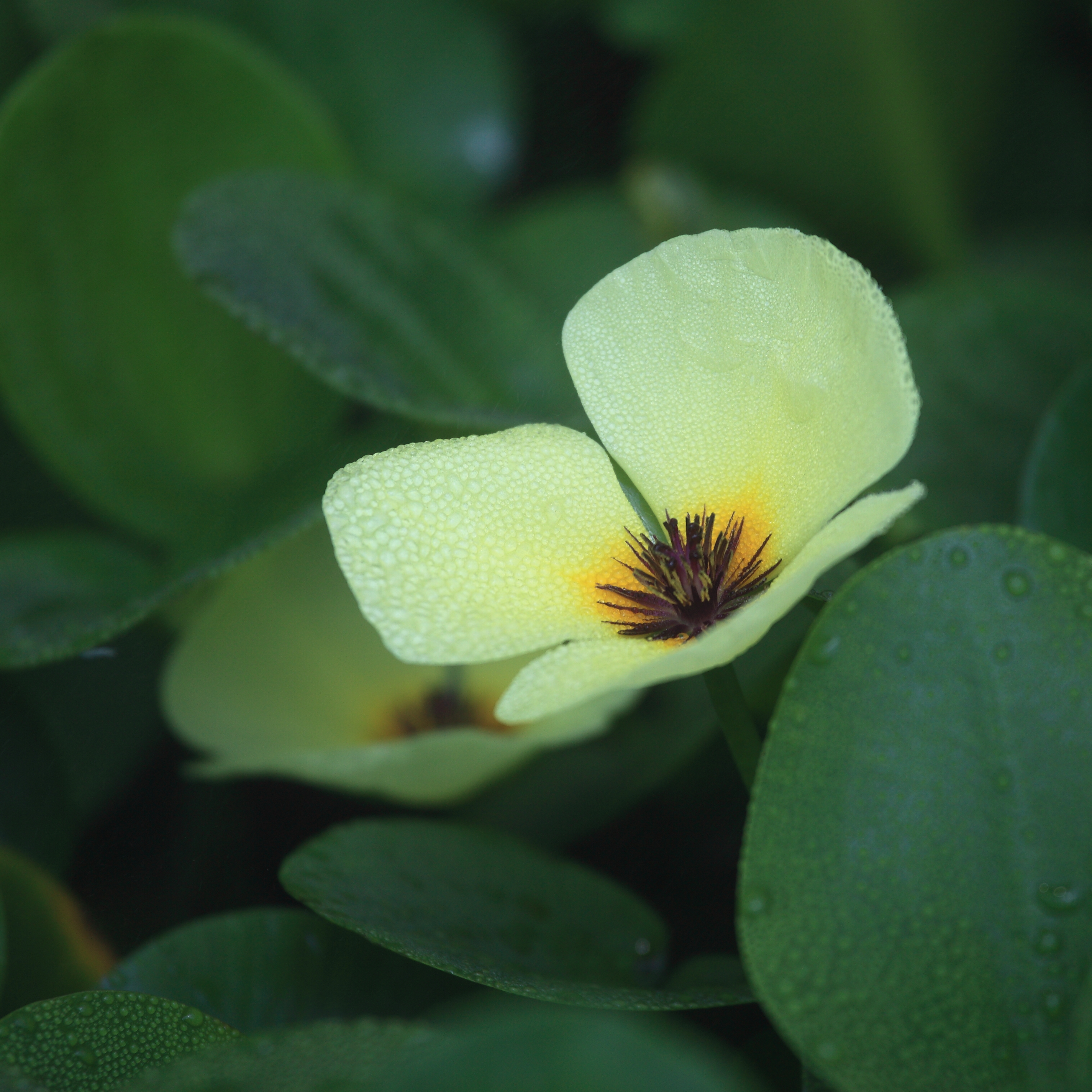
ミズヒナゲシ

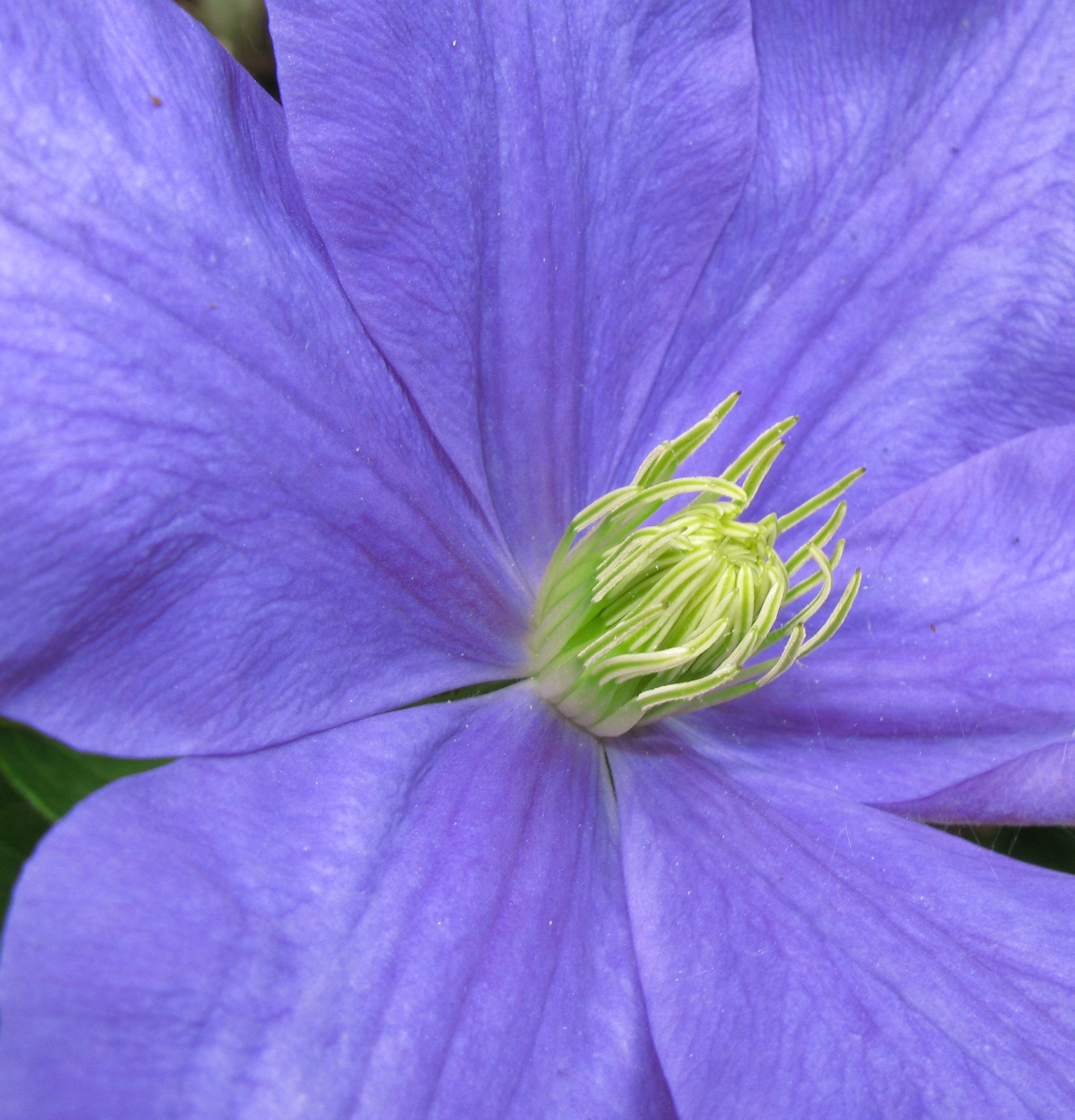
クレマチス "Mrs Cholmondeley"

筑波研究学園都市内、筑波大学に近接した地に設置されている実験植物園である。日本国立科学博物館の1研究部門として、日本の先駆的な植物の研究を行う研究機関の1つであり、一般向けの教育を提供する機関でもある。1976年（昭和51年）5月に設置、1983年（昭和58年）10月開園。近年は約5,000種の日本国内外の植物を温帯地域から熱帯地域に至るまで世界中から集めており、特に中日本の維管束植物、東アジアのシダ、ソテツ、サトイモ類、南アメリカのラン科植物を重点的に収集している。
屋外の植生区画は以下の9つがある。
1. 常緑広葉樹林区画
2. 温帯性針葉樹林区画
3. 暖温帯落葉広葉樹林区画
4. 冷温帯落葉広葉樹林区画
5. 低木林（低地性・高地性）区画
6. 砂礫地植物（山地性・海岸性）区画
7. 山地草原（低地性・高地性）区画
8. 岩礫地植物（山地性・海岸性）区画
9. 水生植物区画

また、3つの温室を有する。
1. サバンナ温室
半乾燥のサバンナ地域であるアメリカ大陸、アフリカ大陸、オーストラリアの熱帯及び亜熱帯性植物。
2. 熱帯雨林温室（約24メートル）
2つの部屋からなり、アジア・太平洋地域の低地林と山地林がある。山地林の部屋では東南アジアのブナ科、ツツジ科、ラン科のような多様な植物を保護する。
3. 水生植物温室（約550平方メートル：高さ17.5メートル）
有用な熱帯植物を育てる。

2007年（平成19年）より同園では植物分類学分野の8人の研究者を支援している。彼らは染色体の数と形状を決定する細胞分類学、DNAシークエンシングに基づく分子生物学、二次代謝物質を使った化学分類学、派生システムと土壌学に基づく植物形態学の研究を行っている。

## 基本情報
- 開園時間 - 9:00から16:30（入園は16:00まで）。また、晴天の第2土曜日は、日暮れから約2時間は天体観測も行っている。
- 休園日 - 毎週月曜日（祝祭日を除く）・祝祭日の翌日（土・日曜日を除く）、年末年始（12月28日 - 1月4日）
- みどりの日（5月4日）、国際博物館の日（5月18日）、文化の日（11月3日）の入園は無料。
- 駐車場 - 80台（無料）。
- その他 
  - 園案内 - 平日には、1週間前までに予約をすることによって職員による15分ほどの園案内を受けることが可能である。また、土日は13:30より植物園ボランティアによる案内が行われている。
  - 車椅子の貸出 - 受付に申し出ることにより、貸出を受けることができる（5台常備）。
  - 身体障害者補助犬 - 盲導犬、聴導犬、介助犬等の入園が可能となっている。
  - 再入園 - 入園後、受付に申し出ることにより、当日に限り無料で再入園が可能である。

## アクセス

### 鉄道・バス
- 関東鉄道「筑波実験植物園前」下車。徒歩3分。
- つくバス「つくば植物園」下車。

### 自動車
- 常磐自動車道桜土浦ICより約8キロメートル。学園東大通り沿い。